# Seznam slovenskih kuharskih oddaj
Seznam slovenskih kuharskih oddaj je seznam slovenskih televizijskih in spletnih kuharskih oddaj.
| Naslov                                               | TV kanal      | Leto | Št. sezon | Voditelji | Kuharji | Opombe |
| ---------------------------------------------------- | ------------- | ---- | --------- | --- | --- | --- |
| Kuharski nasveti mojstra Ivačiča                     | TV Ljubljana  | 1960 | 15        | Ivan Ivačič | Ivan Ivačič | |
| Televizija brez trebuha                              | TV Ljubljana  | 1978 | /         | Mito Trefalt in Andreja Kocijančič | različni | |
| Zrno do zrna                                         | TV Ljubljana  | 1980 | 2         | | | |
| Lonček kuhaj                                         | TV Slovenija  | 1990 | /         | Janez Vinšek | Janez Vinšek | |
| List in cvet                                         | TV Slovenija  | 1994 | /         | Jelena De Belder-Kovačič in Elisabeth Lestrieux | Jelena De Belder-Kovačič in Elisabeth Lestrieux | |
| Kuhajmo skupaj                                       | POP TV        | 1996 | /         | Janez Vinšek | Janez Vinšek | |
| Okus po cvetju                                       | TV Slovenija  | 1998 | /         | Jelena De Belder-Kovačič | Jelena De Belder-Kovačič | |
| Čari začimb                                          | TV Slovenija  | 1999 | 2         | Bojan Emeršič in Gregor Baković, občasna gostja: Olga Markovič | Bojan Emeršič in Gregor Baković, občasna gostja: Olga Markovič | |
| Kuharski dvoboj                                      | TV3           | 2001 | /         | Zvezdana Mlakar, Matej Recer, Ljerka Belak | različni | |
| Iz morja v lonec                                     | TV Koper      | /    | /         | Miranda Zaharija | / | |
| ...da padeš dol                                      | TV Pika       | 2003 | /         | Alenka Strnad - Reza | Milenko Poljak | |
| Kulinarika z Leonom                                  | TV Slovenija  | 2003 | 2         | Leon Pogelšek | Leon Pogelšek | |
| Okus po plodovih                                     | TV Slovenija  | 1998 | /         | Jelena De Belder-Kovačič | Jelena De Belder-Kovačič | |
| Coolinarika                                          | TV Slovenija  | 2005 | 1         | Primož Dolničar | Primož Dolničar | |
| Kuham z zvezdami                                     | TV Slovenija  | 2006 | 2         | Sašo Veronik | Sašo Veronik | |
| Z Damjanom                                           | TV Slovenija  | 2007 | 4         | Damjan Babič | Damjan Babič | |
| Nonina kuhinja                                       | TV Pika       | 2007 | /         | Emilija Pavlič | Emilija Pavlič | |
| Desetka                                              | POP TV        | 2008 | /         | Boštjan Napotnik | Urban Demšar | |
| Lonček, kuhaj!                                       | Klik TV       | 2009 | /         | Matjaž Javšnik in Marja | Matjaž Javšnik in Marja | |
| Kdo je kuhar?                                        | TV3           | 2009 | 1         | Mojca Funkl | Mojca Funkl | |
| Ljubezen skozi želodec                               | POP TV        | 2009 | 80 delov  | Luka Novak in Valentina Smej Novak | Luka Novak in Valentina Smej Novak | |
| Ugani, kdo pride na večerjo                          | TV Slovenija  | 2011 | 1         | Anja Križnik Tomažin | Benjamin Launay in Danilo Ivanuša | |
| Riba na oko                                          | TV3           | 2011 | 2         | Danilo Ivanuša | različni | |
| Po domače pa malo drugače                            | TV Galeja     | 2011 | 3         | Rihard Baša | Rihard Baša | |
| Sol in poper                                         | TV3 Medias    | 2012 | 1         | Oriana Girotto | različni | |
| Kuhajmo! - Sobotno popoldan                          | TV Slovenija  | 2012 | /         | Tanja Bivic in Rok Kužel | Damjan Babič | |
| Kuhinja za najboljše                                 | Planet TV     | 2013 | 2         | 1. Uroš Jakša 2. Mojmir Šiftar | 1. Uroš Jakša 2. Mojmir Šiftar | |
| Okusi brez meja                                      | POP TV        | 2013 | 2         | Matevž Slokar in Joe Gray | različni | |
| Ana kuha                                             | POP TV        | 2013 | 3         | Ana Žontar Kristanc | Ana Žontar Kristanc | |
| Krožnik okusov                                       | Net TV        | 2013 | /         | Jakob Polajžer | Jakob Polajžer | |
| Zabeljeno po ameriško                                | POP TV        | 2013 | 1         | Lenny Russo in Cassie Parson | Lenny Russo in Cassie Parson | |
| ZA zdravje - Presni kotiček                          | RTS           | 2013 | 1         | Nataša Bešter | Tajča Pavček | |
| ZA zdravje - Normina zdrava kuhinja                  | RTS           | 2013 | 1         | Nataša Bešter | Silva Verglez | |
| ZA zdravje - Kuhamo zdravo z znanimi Slovenci        | RTS           | 2013 | 1         | Nataša Bešter | Alja Dimic in različni | |
| ZA zdravje - Znani Slovenci pripravljajo zdrave jedi | RTS           | 2014 | 2         | Nataša Bešter | Janez Demšar in različni | |
| Skriti šef                                           | POP TV        | 2014 | 1         | Marko Pavčnik | različni | |
| Gorazdova slaščičarna                                | POP TV        | 2014 | 1         | Gorazd Potočnik | Gorazd Potočnik | |
| MasterChef Slovenija                                 | POP TV        | 2015 | 10        | 1.-3. Luka Jezeršek, Karim Merdjadi, Alma Rekić 4.-9. Luka Jezeršek, Karim Merdjadi, Bine Volčič 10. Luka Jezeršek, Karim Merdjadi, Mojmir Šiftar                                                                                               | 1.-3. Luka Jezeršek, Karim Merdjadi, Alma Rekić 4.-9. Luka Jezeršek, Karim Merdjadi, Bine Volčič 10. Luka Jezeršek, Karim Merdjadi, Mojmir Šiftar                                                                                               | |
| Z vrta na mizo                                       | TV Slovenija  | 2015 | 2         | Primož Dolničar | Primož Dolničar | |
| Zdravo, Tereza!                                      | POP TV        | 2015 | 2         | Tereza Poljanič | Tereza Poljanič | |
| Planet kuha                                          | Planet TV     | 2015 | 1         | Luka Novak in Valentina Smej Novak | Luka Novak in Valentina Smej Novak | |
| Kuham zdravo                                         | Net TV        | 2015 | 1         | Maja Jeereb, Anja Pristavec, Katarina Miklavc | Maja Jeereb, Anja Pristavec, Katarina Miklavc | |
| Polona ga žge                                        | POP TV        | 2015 | 2         | Polona Požgan | Polona Požgan | |
| Čarokuhinja pri atu / Čarokuhinja                    | TV Slovenija  | 2015 | 5         | 1. Gojmir Lešnjak – Gojc in Melita Kontrec 2. Gojmir Lešnjak – Gojc, Ljerka Belak in Astrid Kljun (od 2. sezone samo Čarokuhinja) 3.-4. Gojmir Lešnjak – Gojc, Ljerka Belak in Živa Selan 5. Gojmir Lešnjak – Gojc, Ljerka Belak in Kaja Vidmar | 1. Gojmir Lešnjak – Gojc in Melita Kontrec 2. Gojmir Lešnjak – Gojc, Ljerka Belak in Astrid Kljun (od 2. sezone samo Čarokuhinja) 3.-4. Gojmir Lešnjak – Gojc, Ljerka Belak in Živa Selan 5. Gojmir Lešnjak – Gojc, Ljerka Belak in Kaja Vidmar | |
| Glej, kdo kuha                                       | Planet TV     | 2016 | 2         | Katarina Mala (Katja Verderber) | 1.: Branko Podmenik in gostje 2.: Branko Podmenik, Anže Gombač in gostje | |
| Moja mama kuha bolje!                                | POP TV        | 2016 | 1         | Jan Bučar | različni | |
| Srečo kuha cmok                                      | TV Slovenija  | 2016 | 1         | Danilo Ivanuša (kot Prunelius Cmok), Bobek, Zmrzek in različni | Danilo Ivanuša (kot Prunelius Cmok), Bobek, Zmrzek in različni | |
| Jaka »namaka«                                        | Net TV        | 2016 | 1         | Jakob Polajžer | Jakob Polajžer | |
| Južna                                                | Golica TV     | 2016 | 2         | Janez Demšar in različni | Janez Demšar in različni | |
| Pregreha brez greha                                  | TV Slovenija  | 2017 | 1         | Maja Nemec in Gorazd Potočnik | Maja Nemec in Gorazd Potočnik | |
| Z vrta na mizo: Najboljše iz Slovenije               | 24Kitchen     | 2017 | 2         | Primož Dolničar | Primož Dolničar | |
| Lejko? Lejko!                                        | YouTube       | 2017 | 2         | Polona Požgan in Sašo Papp | Polona Požgan in Sašo Papp | spletna serija na YT profilu Pomurskih mlekarn                                                            |
| V kuhinji s Primožem                                 | 24Kitchen     | 2018 | 1         | Primož Dolničar | Primož Dolničar | |
| Žar turneja s Primožem                               | 24Kitchen     | 2018 | 1         | Primož Dolničar | Primož Dolničar | |
| Kulinarična vandranja                                | TV3 Slovenija | 2018 | 1         | Roman Končar | Lojze Čop in različni | |
| Kuharija na kubik (Kuharija3)                        | TV Slovenija  | 2018 | 1         | Gregor Rozman | Gregor Rozman | |
| Gurmanski izziv z Martino Ipša                       | Net TV        | 2019 | 1         | Martina Ipša | različni | |
| Mali šef Slovenije                                   | POP TV        | 2019 | 6         | Sašo Stare | Jorg Zupan, Mojca Trnovec in Uroš Štefelin | |
| Naj vam tekne                                        | TV Slovenija  | 2019 | 1         | Karin Sabadin, Ester Pust | različni | |
| Kuhamo s Karolino                                    | Planet TV     | 2019 | 1         | Igor Krmelj | Karolina Črešnar | |
| Zakladi iz kozarca s Primožem                        | 24Kitchen     | 2021 | 1         | Primož Dolničar | Primož Dolničar | |
| Kuhinja na kolesih                                   | POP TV        | 2021 | 4         | Goriška - Filip Flisar Gorenjska - Irena Yebuah Tiran in Leticia Slapnik Yebuah Prekmurje - Tara Zupančič Koroška - Matevž Šalehar | različni | |
| Pišek TV                                             | 24Kitchen     | 2021 | 1         | Mojca Mavec | različni | |
| Kuhinja prihodnosti                                  | Okusno.je     | 2021 | 1         | Lucija Ćirović | Ana Žontar Kristanc, Bruno Šulman | spletna serija kulinarične spletne strani skupine Pro Plus:videi objavljeni na Facebook profilu Okusno.je |
| Sladkajmo se s cukerpekarco                          | TV Arena      | 2021 | 1         | Jerneja Trofenik Dimnik | Jerneja Trofenik Dimnik | |
| Šef doma                                             | TV Slovenija  | 2022 | 2         | 1.: Klemen Skubic 2.: Maša Trubačev in Petra Trofenik | 1.: Klemen Skubic 2.: Maša Trubačev in Petra Trofenik | |
| Riba, raca, rak                                      | Planet TV     | 2023 | 1         | Klemen Bunderla | Darja Končarevič | |
| Okusi 2 generacij                                    | TV Slovenija  | 2024 | 1         | Primož Dolničar, Gaber Dolničar | Primož Dolničar, Gaber Dolničar | |